# Паскаль Реньє
Паскаль Реньє (фр. Pascal Renier, нар. 3 серпня 1971, Варем, Бельгія) — бельгійський футболіст, що грав на позиції захисника. Виступав за також національну збірну Бельгії.

## Клубна кар'єра
У дорослому футболі дебютував 1990 року виступами за команду клубу «Льєж», в якій провів два сезони, взявши участь у 31 матчі чемпіонату. 
Своєю грою за цю команду привернув увагу представників тренерського штабу клубу «Брюгге», до складу якого приєднався 1992 року. Відіграв за команду з Брюгге наступні шість сезонів своєї ігрової кар'єри.
Згодом з 1998 по 2004 рік грав у складі команд клубів «Стандард» (Льєж), «Труа», «Мехелен» та «Вестерло».
Завершив професійну ігрову кар'єру у клубі «Зюлте-Варегем», за команду якого виступав протягом 2004—2005 років.

## Виступи за збірну
1994 року дебютував в офіційних матчах у складі національної збірної Бельгії. Протягом кар'єри у національній команді, яка тривала усього 3 роки, провів у формі головної команди країни 13 матчів.
У складі збірної був учасником чемпіонату світу 1994 року у США.

## Досягнення
- Чемпіон Бельгії:

«Брюгге»: 1995–1996, 1997–1998
- Володар Кубка Бельгії:

«Брюгге»: 1994–1995, 1995–1996
- Володар Суперкубка Бельгії:

«Брюгге»: 1992, 1994, 1996
- Переможець Кубка Інтертото:

«Труа»: 2001